# Zákamenné
Zákamenné est un village de Slovaquie situé dans la région de Žilina.

## Histoire
Première mention écrite du village en 1615.

## Démographie

### Évolution de la population
| Année:               | 1994. | 2004.    | 2014.   | 2024.   |
| -------------------- | ----- | -------- | ------- | ------- |
| Nombre de personnes: | 4456  | 4962     | 5355    | 5694    |
| Différence:          |       | +11,35 % | +7,92 % | +6,33 % |

| Année:               | 2023. | 2024.   |
| -------------------- | ----- | ------- |
| Nombre de personnes: | 5687  | 5694    |
| Différence:          |       | +0,12 % |